# Pseudosphex kenedyae
Pseudosphex kenedyae är en fjärilsart som beskrevs av Fleming 1957. Pseudosphex kenedyae ingår i släktet Pseudosphex och familjen björnspinnare. Inga underarter finns listade.